# شهرستان مودوک (کالیفرنیا)
شهرستان مودوک شهرستانی در شمالی‌ترین گوشهٔ ایالت کالیفرنیا آمریکا می‌باشد که با ایالت اورگن به سمت شمال و ایالت نوادا به سمت شرق هم مرز شده‌است. برابر با سرشماری سال ۲۰۰۰ جمعیت آن برابر ۹٬۴۴۹ نفر می‌باشد. بخشداری آن آلتوراس می‌باشد.